# 2MASS J15031961+2525196
2MASS J15031961+2525196 ist ein etwa 26 Lichtjahre von der Erde entfernter Brauner Zwerg der Spektralklasse T6 im Sternbild Bootes. Er wurde 2003 von Adam J. Burgasser et al. entdeckt. Seine Position verschiebt sich aufgrund seiner
Eigenbewegung jährlich um 0,0226 Bogensekunden.